# Stazione di Nagasaka
La stazione di Nagasaka (長坂駅?, Nagasaka-eki) è una stazione ferroviaria della città di Hokuto, nella prefettura di Yamanashi, e serve la linea linea principale Chūō della JR East. Dista 166,3 km dal capolinea di Tokyo, e si trova a 740 m sul livello del mare.

## Linee
East Japan Railway Company
■ Linea principale Chūō

## Struttura
La stazione è dotata di due marciapiedi laterali, con due binari passanti in superficie. Il fabbricato viaggiatori dispone di biglietteria presenziata e sala d'attesa.
| 1 | ■ Linea principale Chūō | per Kōfu, Shinjuku e Tokyo  |
| 2 | ■ Linea principale Chūō | per Kobuchizawa e Matsumoto |

## Stazioni adiacenti
| «                     | Servizio              | »                     |
| Linea principale Chūō | Linea principale Chūō | Linea principale Chūō |
| --------------------- | --------------------- | --------------------- |
| Hinoharu              | -                     | Kobuchizawa           |